# 사마리아 아람어
사마리아 아람어 또는 단순히 사마리아어는 사마리아인들이 종교나 학문의 전례에서 사용하던 아람어의 한 변종이다. 이들이 성서 히브리어를 읽을 때 쓰는 사마리아 히브리어와는 다르다. 사마리아인들은 중세부터 아람어를 구어로 사용하지 않고 아랍어를 사용하게 되었다. 형태는 타르굼의 아람어와 비슷하며 사마리아 문자로 쓰였다.

## 같이 보기
- 팔레스타인 기독교 아람어
- 유대 바빌론 아람어
- 유대 팔레스타인 아람어
- 만다야어
- 현대 서아람어